# Christian Corrêa Dionísio
Christian Corrêa Dionísio, noto come Christian (Porto Alegre, 23 aprile 1975), è un ex calciatore brasiliano, di ruolo attaccante.

## Palmarès

### Club

#### Competizioni nazionali
- Campeonato Gaúcho: 3

Internacional: 1991, 1992, 1997
- Campeonato Carioca: 1

Botafogo: 2006

#### Competizioni internazionali
- Coppa del mondo per club: 1

San Paolo: 2005

### Nazionale
- Coppa America: 1

1999

### Individuale
- Miglior giocatore Coppa Sul-Minas: 1

1999